# Désiré Van den Bossche

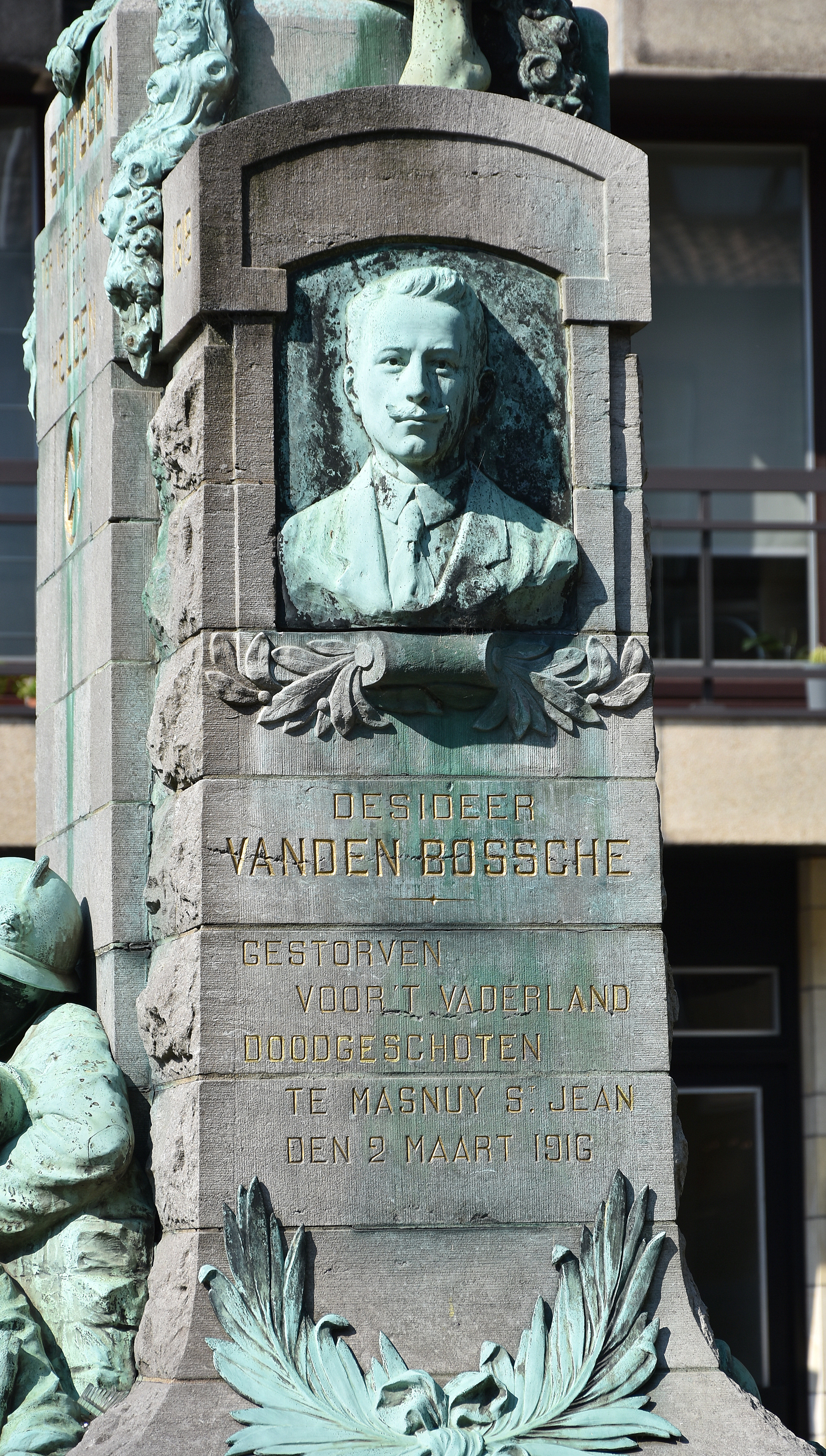
Beeltenis op het Heldenmonument in Zottegem

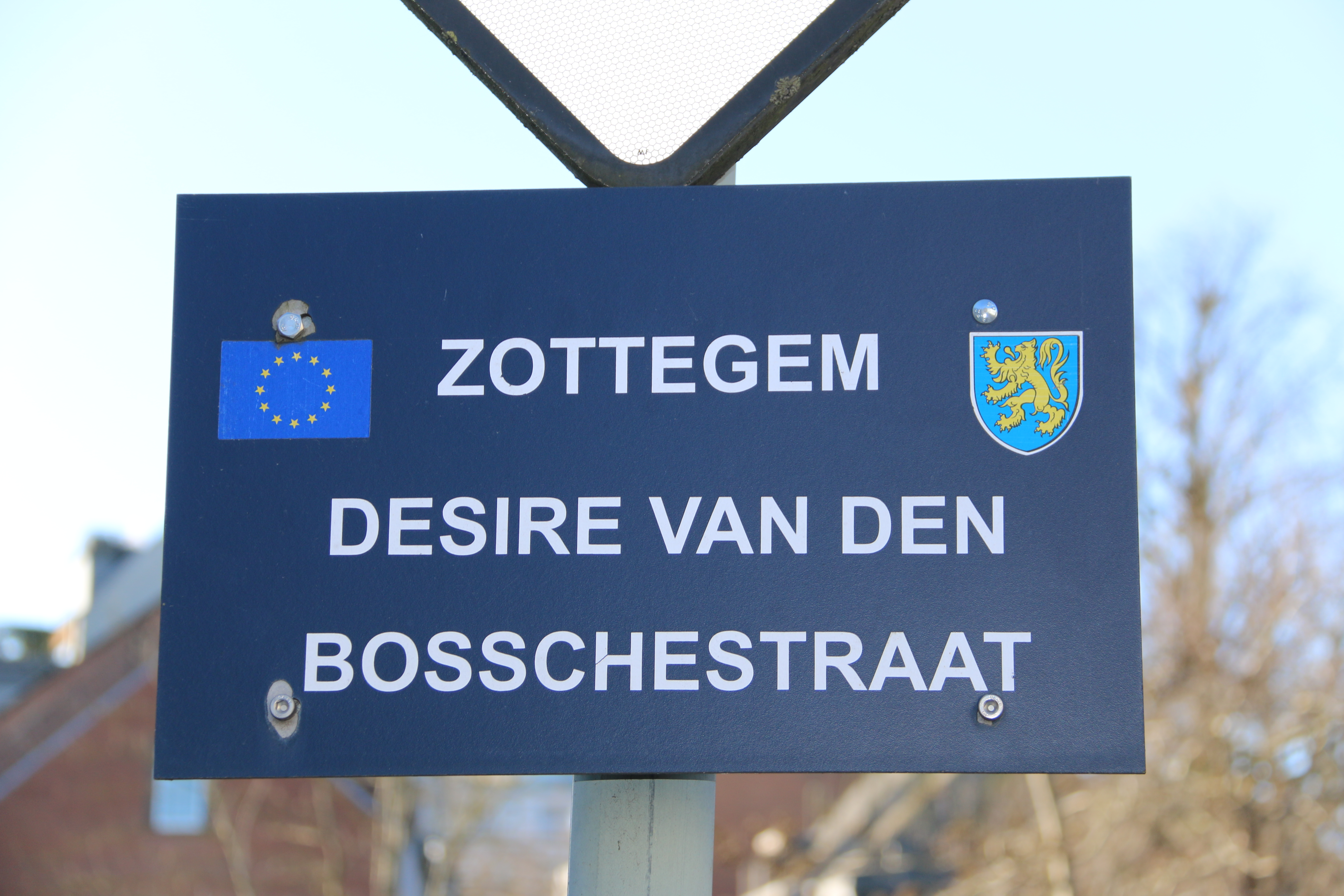
De Désiré Van den Bosschestraat in Zottegem

Désiré (of Desideer) Van den Bossche (Zottegem, 14 maart 1892, Masnuy-Saint-Jean 2 maart 1916) was een verzetsstrijder en oorlogsslachtoffer in het Belgische Zottegem tijdens de Eerste Wereldoorlog. 
Désiré Van den Bossche werkte als telegramdrager bij de Telegraafdienst. Als koerier voor het door Léonce Roels opgezette spionagenetwerk werd hij (samen met Léonce Roels) door de Duitsers opgepakt en gefusilleerd in Masnuy-Saint-Jean op 2 maart 1916. 
In 1921 werd zijn beeltenis aangebracht op het Heldenmonument op de Heldenlaan. De tekst luidt: 'Gestorven voor 't vaderland. Doodgeschoten te Masnuy-Saint-Jean den 2 maart 1916'. In 1933 werd in Zottegem de Désiré Van den Bosschestraat ingewijd.